# M. Z. Thomas
M. Z. Thomas (* 19. Juni 1915 in Frauenburg; † unbekannt; eigentlich Thomas Michael Zottmann) war ein deutscher Psychotherapeut und Schriftsteller.

## Leben
M. Z. Thomas ist von Beruf Kinder- und Jugendpsychotherapeut. Er lebt als freier Schriftsteller in Grünwald. Thomas ist Verfasser von zahlreichen Kinder- und Jugendbüchern; daneben verfasste er Hörspiele und bearbeitete Fernsehdrehbücher (u. a. schrieb er in den 1960er Jahren auch die Dialogbücher zur deutschen Synchronfassung der englischen Fernsehserie Simon Templar mit Roger Moore). Seit den Siebzigerjahren lag der Schwerpunkt seiner Autorentätigkeit auf dem Verfassen von Gesundheitsratgebern.

## Werke
- Hasel weiß sich zu helfen, Stuttgart 1952
- Hasels Heidesommer, Stuttgart 1953
- Ich und die großen Tiere vom Film, Berlin 1954
- Brüder sind nicht mit Geld zu bezahlen, Berlin 1955
- Ich und das Fernsehen, Berlin 1955
- Ihr gab Natur ein kühnes Herz, Berlin 1955
- Das frechste Mädchen der Welt, Hamburg-Poppenbüttel 1956 (unter dem Namen Michael Thomas)
- Schwestern schenkt der liebe Gott, Berlin 1956
- Draußen wartet das Abenteuer, München 1957
- Alexander v. Humboldt erforscht die Welt, München 1957
- Fünkchen und Peter, München 1957
- Stefan und sein bester Freund, München 1959
- Die Leute mit den grünen Kindern, Berlin 1960
- Nein, diese Mädchen!, München 1960
- Unser großer Freund Albert Schweitzer, München 1960
- Marco Polo und die Söhne des Himmels, München 1963
- Drei pfiffige Brüder, München 1965
- Unser Kind 1 Jahr, München 1965
- Unser Kind 2 Jahre, München 1965
- Unser Kind 3 Jahre, München 1965
- Unser Kind 4 Jahre, München 1965
- Unser Kind 5 Jahre, München 1965
- Unser Kind 6 Jahre, München 1965
- Unser Kind 7 Jahre, München 1965
- Der schönste Name für unser Kind, München
  - Vornamen für Jungen, 1966
  - Vornamen für Mädchen, 1966
- Sonni aus dem Wilden Westen, München 1966
- Unser Kind, München 1966
- Unser Kind ist da, München 1966
- Unser Kind ist unterwegs, München 1966
- Unser Kind zwischen 8 und 15 Jahren, München 1967
- D-Zug nach München, München 1968
- Geburtstag mit Überraschungen, München 1969
- Meine Puppe fliegt nach Tirol, München [u. a.] 1970
- Durch die Hölle gejagt, München [u. a.] 1971
- Lancer, München [u. a.] 1971
- Achtung, Aufnahme!, München [u. a.] 1972
- Aufbruch aus dem Schatten, Würzburg 1972
- Die ersten 5 Jahre, Stuttgart 1972
- Der Engel, der alles mitnahm, Ravensburg 1973
- 6 bis 10, Stuttgart 1973
- Unfälle müssen nicht sein, Ravensburg 1973
- Herz und Kreislauf, leistungsfähig bis ins hohe Alter, Düsseldorf 1975 (unter dem Namen Thomas M. Zottmann)
- Verdauung ohne Probleme, Düsseldorf 1975 (unter dem Namen Thomas M. Zottmann)
- Ausgerechnet immer ich, München [u. a.] 1976
- Gesund aus eigener Kraft, Düsseldorf 1976 (unter dem Namen Thomas M. Zottmann)
- Gute Nerven behalten, Düsseldorf [u. a.] 1976 (unter dem Namen Thomas M. Zottmann)
- Heilen mit Ozon, München 1976 (unter dem Namen Thomas M. Zottmann, zusammen mit Walter Harless)
- Die unglaublichen Abenteuer des jungen Alexander, München [u. a.] 1976
- Verblüffende Rekorde der Ägypter, München [u. a.] 1977
- Verblüffende Rekorde der Chinesen, München [u. a.] 1977
- Wölfe heulen am Indianerpaß, München [u. a.] 1977
- Verblüffende Rekorde der Griechen, München [u. a.] 1978
- Verblüffende Rekorde der Römer, München [u. a.] 1978
- Gesund durch Ozon und Sauerstoff, München 1984 (unter dem Namen Thomas M. Zottmann)

## Übersetzungen
- Noel Streatfeild: Überraschende Tage, Freiburg [u. a.] 1972